# Aposentos
Aposentos är en ort i Mexiko.   Den ligger i kommunen Peñamiller och delstaten Querétaro Arteaga, i den centrala delen av landet, 200 km norr om huvudstaden Mexico City. Aposentos ligger 1 383 meter över havet och antalet invånare är 176.
Terrängen runt Aposentos är huvudsakligen kuperad. Aposentos ligger nere i en dal. Runt Aposentos är det ganska glesbefolkat, med 26 invånare per kvadratkilometer. Närmaste större samhälle är Villa Emiliano Zapata, 6,1 km sydost om Aposentos. Trakten runt Aposentos består i huvudsak av gräsmarker.